# Masato Katayama
Masato Katayama (japanisch 片山 真人 Katayama Masato; * 19. April 1984 in der Präfektur Osaka) ist ein japanischer Fußballspieler.

## Karriere
Katayama erlernte das Fußballspielen in der Jugendmannschaft von Gamba Osaka und der Universitätsmannschaft der Kinki-Universität. Seinen ersten Vertrag unterschrieb er 2007 bei Matsumoto Yamaga FC. 2008 wechselte er zum Zweitligisten FC Gifu. Für den Verein absolvierte er 47 Ligaspiele. 2010 wechselte er zum Ligakonkurrenten Mito HollyHock. Für den Verein absolvierte er 29 Ligaspiele. 2011 kehrte er zu Matsumoto Yamaga FC zurück. Am Ende der Saison 2011 stieg der Verein in die J2 League auf. Ende 2012 beendete er seine Karriere als Fußballspieler.